# Coupe Spengler 1928
Navigation
Édition précédente Édition suivante
La Coupe Spengler 1928 est la 6e édition de la Coupe Spengler. Elle se déroule en décembre 1928 à Davos, en Suisse.

## Règlement du tournoi
Les six équipes sont réparties en deux groupes de trois équipes chacun. Le groupe A est composé de l'SC Riessersee, du Hockey Club Davos et de l'Université de Cambridge. Le groupe B est composé du SC Berlin, de l'Université d'Oxford et du HC Milan. 
Les équipes jouent un match contre chacune des autres équipe de son groupe. La deuxième équipe du groupe A rencontre la deuxième équipe du groupe B pour la 3e place. Les premiers de chaque groupe se rencontrent afin de déterminer le vainqueur de la Coupe Spengler.

## Résultats

### Phase de groupes

#### Groupe A
| Clt   | Équipe                  | PJ | V | D | N | BP | BC | Pts |
| ----- | ----------------------- | -- | - | - | - | -- | -- | --- |
| +001, | Université de Cambridge | 2  | 2 | 0 | 0 | 4  | 1  | 4   |
| +002, | SC Riessersee           | 2  | 0 | 1 | 1 | 1  | 1  | 1   |
| +003, | HC Davos                | 2  | 0 | 1 | 1 | 0  | 2  | 1   |

- Qualifié directement pour la finale

| décembre | HC Davos | 0-0 | SC Riessersee |  |

| décembre | Université de Cambridge | 2-0 | HC Davos |  |

| décembre | SC Riessersee | 1-2 | Université de Cambridge |  |

#### Groupe B
| Clt   | Équipe              | PJ | V | VP | D | DP | BP | BC | Pts |
| ----- | ------------------- | -- | - | -- | - | -- | -- | -- | --- |
| +001, | SC Berlin           | 2  | 2 | 0  | 0 | 0  | 4  | 0  | 4   |
| +002, | HC Milan            | 2  | 1 | 0  | 1 | 0  | 3  | 3  | 2   |
| +003, | Université d'Oxford | 2  | 0 | 0  | 2 | 0  | 1  | 5  | 0   |

- Qualifié directement pour la finale

| décembre | SC Berlin | 2-0 | Université d'Oxford |  |

| décembre | HC Milan | 3-1 | Université d'Oxford |  |

| décembre | SC Berlin | 2-0 | HC Milan |  |

### Phase finale

#### Match pour la3eplace
| 31 décembre | SC Riessersee | 2-0 | HC Milan |  |

#### Finale
| 31 décembre | Université de Cambridge | 0-1 | SC Berlin |  |